# Jaume Armengol Coll
Jaume Armengol Coll (Inca, 1938). Apotecari, polític i escriptor.
Es va llicenciar en Farmàcia a Barcelona. Des del 1985 va ser inspector sanitari d'Inca i Mancor. Va participar en la redacció de la Gran Enciclopèdia Catalana. L'any 1966 guanyà el Premi Ciutat de Palma de novel·la amb Els dies (publicada el 1998) i el 1967 obtingué el premi Les Illes de Cantonigròs pel recull de poemes El Caminant Perdut, publicat el 1977. Va ser cap de redacció d'"Inca, Revista". Fruit del seu activisme cultural i polític de signe nacionalista va ser president de la delegació d'Inca de l'Obra Cultural Balear (1976-1979), militant del PSM, primer tinent d'alcalde i president de les comissions d'Hisenda, Cultura i Sanitat de l'Ajuntament d'Inca (1979-1982). Posteriorment s'incorporà al PSOE i va ser batle d'Inca el 1991. També és autor de les novel·les Que la terra et sigui lleu (2002), Ombres de tardor (2008), Camí de Tofla (2010) i L'agonia dels noms (2016). En el terreny de l'assaig, és autor dels títols Socialisme i Nacionalisme (2002) i, conjuntament amb Antoni Armengol, La repressió a Inca: la República i la guerra civil (2005) i La repressió a Inca. Noves aportacions (2018).
El 2003 l'Obra Cultural Balear d'Inca li atorgà el Premi Berenguer d'Anoia en reconeixement de la seva tasca de dinamització sociocultural. És soci d'honor de l'Associació d'Escriptors en Llengua Catalana. Jaume Armengol és el pare de la política mallorquina Francina Armengol Socías.